# Maslenjača
Maslenjača – wieś w Chorwacji, w żupanii bielowarsko-bilogorskiej, w gminie Đulovac. W 2011 roku liczyła 174 mieszkańców.